# Jaime Pacheco
Jaime Moreira Pacheco (Paredes, 22 juli 1958) is een voormalig voetballer uit Portugal die speelde als middenvelder. Na zijn actieve loopbaan stapte hij het trainersvak in. Hij leidde Boavista in het seizoen 2000/01 naar de allereerste landstitel uit de geschiedenis van de tweede club uit Porto. Hij speelde 296 wedstrijden en 19 doelpunten in de Primera Liga in vijftien seizoenen.

## Clubcarrière
Pacheco kwam onder meer uit voor FC Porto, Sporting CP en Vitória Setúbal. Hij won een keer de Portugese landstitel gedurende zijn carrière. Pacheco was midden jaren tachtig een van de architecten op het middenveld van het succesvolle FC Porto, dat in 1987 de European Cup won. Hij beëindigde zijn loopbaan in 1996 bij Paredes.

## Interlandcarrière
Pacheco speelde in totaal 25 officiële interlands voor Portugal. Onder leiding van bondscoach Otto Glória maakte hij zijn debuut op 23 februari 1983 in de vriendschappelijke wedstrijd tegen West-Duitsland (1-0) in Lissabon, net als Fernando Festas (Sporting CP) en António Paris (Sporting Clube de Braga). Hij nam met zijn vaderland deel aan het EK voetbal 1984 in Frankrijk en het WK voetbal 1986 in Mexico.

## Erelijst

### Als speler
FC Porto
- Primeira Liga: 1987/88
- Taça de Portugal: 1983/84, 1987/88
- Supertaça Cândido de Oliveira: 1981, 1983, 1986
- European Cup: 1986/87
- Intercontinental Cup: 1987
- European Super Cup: 1987

### Als trainer
Boavista
- Primeira Liga: 2000/01

 Al-Shabab
- Saudi Federation Cup: 2009/10